# Die Simpsons/Staffel 14
Die vierzehnte Staffel der US-amerikanischen Zeichentrickserie Die Simpsons wurde vom 3. November 2002 bis zum 18. Mai 2003 auf dem US-amerikanischen Sender Fox gesendet. Die deutschsprachige Free-TV-Erstausstrahlung sendete der Sender ProSieben vom 10. Januar 2004 bis zum 29. Mai 2004.
Die Staffel wurde am 6. Dezember 2011 in den Vereinigten Staaten und am 25. November 2011 in Deutschland auf DVD veröffentlicht. Die Blu-ray Veröffentlichung erfolgte in den Vereinigten Staaten ebenfalls am 6. Dezember 2011. In Deutschland erschien die Staffel schon am 2. November 2011 auf Blu-ray.

## Episoden
| Nr. (ges.) | Nr. (St.) | Deutscher Titel                | Originaltitel                     | Erstausstrahlung (USA) | Deutschsprachige Erstausstrahlung (D) | Regie             | Drehbuch                                  | Prodc. |
| --- | --------- | ------------------------------ | --------------------------------- | ---------------------- | ------------------------------------- | ----------------- | ----------------------------------------- | ------ |
| 292 | 1         | Schickt die Klone rein         | Treehouse of Horror XIII          | 3. Nov. 2002           | 21. Feb. 2004                         | David Silverman   | Marc Wilmore, Brian Kelley & Kevin Curran | DABF19 |
| Schickt die Klone rein – Homer kauft eine magische Hängematte, die ihn klont. Das Recht, Waffen zu besitzen und zu tragen/Die Angst, zu zittern und Schäden zu fürchten – Billy the Kid ist von den Toten auferstanden und überfällt ein waffenloses Springfield. Die Insel des Dr. Hibbert – Dr. Hibbert verwandelt auf seiner Insel die Besucher in Tiere. |           |                                |                                   |                        |                                       |                   |                                           |        |
| 293 | 2         | It’s only Rock’n’Roll          | How I Spent My Strummer Vacation  | 10. Nov. 2002          | 6. März 2004                          | Mike B. Anderson  | Mike Scully                               | DABF22 |
| Homer wird von seiner Familie ins Rock’n’Roll-Fantasy-Camp geschickt. Dort sind unter anderem die Rolling Stones anwesend, welche ihm und den anderen Springfielder Bürgern vermitteln, wie man als Rockstar lebt. Bei einem Konzert darf Homer dann als Roadie arbeiten, hat aber Größeres im Sinn. |           |                                |                                   |                        |                                       |                   |                                           |        |
| 294 | 3         | Klassenkampf                   | Bart vs. Lisa vs. The Third Grade | 17. Nov. 2002          | 10. Jan. 2004                         | Steven Dean Moore | Tim Long                                  | DABF20 |
| Lisa darf nach einem Test eine Klasse überspringen, Bart wird eine zurückgestuft, so dass beide in der gleichen Klasse landen. Spannungen sind vorbestimmt, insbesondere, da Lisa einige Schwierigkeiten mit dem neuen Stoff hat, den Bart bereits kennt. Während eines Schulausflugs nach Capital City verpassen sie im Streit den Bus zurück und verlaufen sich in der Wildnis. |           |                                |                                   |                        |                                       |                   |                                           |        |
| 295 | 4         | Marge – oben ohne              | Large Marge                       | 24. Nov. 2002          | 17. Jan. 2004                         | Jim Reardon       | Ian Maxtone-Graham                        | DABF18 |
| Marge will sich Fett absaugen lassen, erhält aber versehentlich eine Brustvergrößerung. Davon ist nicht nur Homer schwer beeindruckt, so dass Marge einen Job als Model bei einer sehr kuriosen Veranstaltung erhält. |           |                                |                                   |                        |                                       |                   |                                           |        |
| 296 | 5         | Der Videobeichtstuhl           | Helter Shelter                    | 1. Dez. 2002           | 24. Jan. 2004                         | Mark Kirkland     | Brian Pollack & Mert Rich                 | DABF21 |
| Wegen eines russischen Hockeyschlägers wird das Haus der Simpsons von Termiten befallen und die Familie zum vorläufigen Auszug gezwungen. Deshalb nehmen sie bei einer Reality-Show teil: Die Simpsons leben in einem Haus anno 1895 und müssen unter diesen Bedingungen zurechtkommen, was ihnen betont schwerfällt. |           |                                |                                   |                        |                                       |                   |                                           |        |
| 297 | 6         | Und der Mörder ist…            | The Great Louse Detective         | 15. Dez. 2002          | 31. Jan. 2004                         | Steven Dean Moore | John Frink & Don Payne                    | EABF01 |
| Jemand versucht offenbar Homer umzubringen, weshalb die Polizei den „Experten“ Tingeltangel Bob anheuert, um bei den Simpsons zu wachen. Schwierig wird die Sache, als Homer zum König des Karneval-Umzugs gemacht wird und sein Wagen sabotiert wird. Schließlich entpuppt sich Homers Mechaniker, der Sohn von Frank Grimes (starb in St.8, Ep.23), als Täter. |           |                                |                                   |                        |                                       |                   |                                           |        |
| 298 | 7         | Lehrerin des Jahres            | Special Edna                      | 5. Jan. 2003           | 7. Feb. 2004                          | Bob Anderson      | Dennis Snee                               | EABF02 |
| Bart versteht sich auf einmal besser mit Mrs. Krabappel und nominiert sie als „Lehrerin des Jahres“, um sie darüber aufzuheitern, dass ihre Beziehung mit Rektor Skinner nicht recht läuft. Sie wird zur abschließenden Preisverleihung ins EFCOT Center nach Orlando geladen. |           |                                |                                   |                        |                                       |                   |                                           |        |
| 299 | 8         | Der Vater, der zu wenig wusste | The Dad Who Knew Too Little       | 12. Jan. 2003          | 14. Feb. 2004                         | Mark Kirkland     | Matt Selman                               | EABF03 |
| Weil Lisas Wunsch-Geschenk ausverkauft ist, schenkt Homer ihr stattdessen einen „persönlichen“ Film, in den ihr Bild einmontiert wurde. Lisa erkennt durch den Film, dass ihr Vater sie gar nicht richtig kennt. Um das zu ändern, setzt Homer einen Privatdetektiv auf sie an, der alles über sie herausfinden soll. |           |                                |                                   |                        |                                       |                   |                                           |        |
| 300 | 9         | Die starken Arme der Marge     | Strong Arms of the Ma             | 2. Feb. 2003           | 28. Feb. 2004                         | Pete Michels      | Carolyn Omine                             | EABF04 |
| Rainier Wolfcastle ist bankrott und muss seinen Besitz verkaufen. Die Simpsons erstehen eine Hantelbank. Nachdem Marge überfallen wird, entwickelt sie eine intensive Angst das Haus zu verlassen und verkriecht sich fortan im Keller. Dort entdeckt sie die Hantelbank und beginnt zu trainieren. Marge bekommt einen großen Muskelzuwachs. Sie übertreibt jedoch und wird durch ihr Training zur Gefahr für andere. |           |                                |                                   |                        |                                       |                   |                                           |        |
| 301 | 10        | Ein kleines Gebet              | Pray Anything                     | 9. Feb. 2003           | 13. März 2004                         | Michael Polcino   | Sam O’Neal & Neil Boushall                | EABF06 |
| Als Ned in der Halbzeit bei einem Basketballspiel 100 Tausend Dollar gewinnt, fragt ihn Homer, warum sein Leben so perfekt sei. Ned empfiehlt Homer, hin und wieder zu beten, was dieser befolgt. Als er auf dem Weg zur Kirche in eine Grube fällt und sich verletzt, bekommt er als Folge seiner Klage die Kirche zugesprochen. Homer missbraucht die Kirche als Wohnung und als Party-Location. Es kommt später zu einer Flut, für die Flanders eine Arche gebaut hat. |           |                                |                                   |                        |                                       |                   |                                           |        |
| 302 | 11        | Bart, das Werbebaby            | Barting Over                      | 16. Feb. 2003          | 6. März 2004                          | Matthew Nastuk    | Andrew Kreisberg                          | EABF05 |
| Bart entdeckt, dass er als Baby in einem Werbespot mitgespielt hat. Das Geld hat Homer jedoch schon lange ausgegeben. Enttäuscht versucht Bart sich von seiner Familie offiziell loszusagen – und wird vor Gericht darin bestätigt. |           |                                |                                   |                        |                                       |                   |                                           |        |
| 303 | 12        | Buchstabe für Buchstabe        | I’m Spelling as Fast as I Can     | 16. Feb. 2003          | 20. März 2004                         | Nancy Kruse       | Kevin Curran                              | EABF07 |
| Lisa gewinnt bei einem Buchstabierwettbewerb der Schule und qualifiziert sich damit für die landesweite Ausscheidung. Sie landet im Finale, wo sie jedoch zugunsten eines beliebten kleinen Jungen verlieren soll. |           |                                |                                   |                        |                                       |                   |                                           |        |
| 304 | 13        | Ein Stern wird neugeboren      | A Star is Born-Again              | 2. März 2003           | 27. März 2004                         | Michael Marcantel | Brian Kelley                              | EABF08 |
| Beim alljährlichen Quallen-Festival fühlt sich Ned alleine und geht in seinen Laden. Dort trifft er eine Frau, die ihn zum Essen einlädt – und sich als berühmter Filmstar entpuppt. Weil Ned nicht nach Hollywood möchte, beschließt sie, bei ihm in Springfield zu bleiben. |           |                                |                                   |                        |                                       |                   |                                           |        |
| 305 | 14        | Krusty im Kongress             | Mr. Spritz Goes to Washington     | 9. März 2003           | 17. Apr. 2004                         | Lance Kramer      | John Swartzwelder                         | EABF09 |
| Als sich die Simpsons bei ihrem örtlichen Kongressabgeordneten über die neue Flugschneise über ihrem Haus beschweren, verstirbt dieser kurz darauf. Bart schlägt Krusty vor, sich als Nachfolger aufstellen zu lassen, und dieser gewinnt die Wahl haushoch. |           |                                |                                   |                        |                                       |                   |                                           |        |
| 306 | 15        | Mr. Burns wird entlassen       | C.E. D’oh                         | 16. März 2003          | 8. Mai 2004                           | Mike B. Anderson  | Dana Gould                                | EABF10 |
| Homer absolviert einen Schnellkurs für ein erfolgreiches Leben. Infolgedessen kann er mit Hilfe einer Intrige Mr. Burns von seinem Chefsessel verdrängen und selbst zum Chef des Atomkraftwerkes aufsteigen. Homer hat kaum noch Zeit für Frau und Kinder. Mr. Burns versucht währenddessen, den Chefposten wieder zu erobern. |           |                                |                                   |                        |                                       |                   |                                           |        |
| 307 | 16        | Nacht über Springfield         | ’Scuse Me While I Miss the Sky    | 30. März 2003          | 3. Apr. 2004                          | Steven Dean Moore | Dan Greaney & Allen Glazier               | EABF11 |
| Lisa wählt das Fach Astronomie, weil ihr ein englischer Dokumentarfilmer einredet, dass sie sich frühzeitig um ihre weitere Karriere kümmern müsse. Doch trotz eines Teleskops, das Homer ihr kauft, kann sie nachts nichts am Himmel erblicken, da die Straßenbeleuchtung in Springfield die Beleuchtung der Sterne überdeckt. Sie will mit Bart die Beleuchtung abschalten. |           |                                |                                   |                        |                                       |                   |                                           |        |
| 308 | 17        | Homer auf Irrwegen             | Three Gays of the Condo           | 13. Apr. 2003          | 24. Apr. 2004                         | Mark Kirkland     | Matt Warburton                            | EABF12 |
| Homer zweifelt mal wieder an Marges Zuneigung zu ihm, weshalb er auszieht und sich eine Wohnung mit einem homosexuellen Paar teilt, das ihm einiges über die schwule Lebensart vermittelt. |           |                                |                                   |                        |                                       |                   |                                           |        |
| 309 | 18        | Auf der Familienranch          | Dude, Where’s My Ranch?           | 27. Apr. 2003          | 22. Mai 2004                          | Chris Clements    | Ian Maxtone-Graham                        | EABF13 |
| Homer schreibt ein Weihnachtslied, das zum Hit gemacht wird. Da die Familie das Lied bald nicht mehr hören kann, fliehen sie aus Springfield auf eine Ferienranch. Dort beginnt sich Lisa für den 13-jährigen Luke zu interessieren, entdeckt jedoch bald eine scheinbare Nebenbuhlerin. Währenddessen versuchen Homer und Bart, einen Biberdamm einzureißen, so dass der Stausee verschwindet und die Indianer ihr Land wiederbekommen. Die scheinbare Nebenbuhlerin entpuppt sich erst spät als Lukes Schwester. Luke beendet daraufhin die Beziehung mit Lisa.                                                                              |           |                                |                                   |                        |                                       |                   |                                           |        |
| 310 | 19        | Die Helden von Springfield     | Old Yeller Belly                  | 4. Mai 2003            | 10. Apr. 2004                         | Bob Anderson      | John Frink & Don Payne                    | EABF14 |
| Bart bekommt von den Amischen ein gewaltiges Baumhaus gebaut, welches aber bei der Einweihungsparty Feuer fängt. Knecht Ruprecht verzichtet darauf, Homer zu helfen, weshalb er als Feigling dasteht. Daraufhin beschließt die Duff-Bier-Firma, den Duffman als Werbeträger durch Knecht Ruprecht zu ersetzen. Bevor die Simpsons durch ihn Geld bekommen können, taucht plötzlich Knecht Ruprechts alter Besitzer wieder auf und nimmt ihn mit. Gemeinsam mit Duffman versuchen die Simpsons den Hund Knecht Ruprecht wieder zurückzubekommen.                                                                                                |           |                                |                                   |                        |                                       |                   |                                           |        |
| 311 | 20        | Stresserella über alles        | Brake My Wife, Please             | 11. Mai 2003           | 15. Mai 2004                          | Pete Michels      | Tim Long                                  | EABF15 |
| Um immer erreichbar zu sein, kauft Homer ein Handy und dazu noch einige Elektrogeräte für sein Auto. Abgelenkt durch diese Geräte verursacht Homer jedoch einen Autounfall und verliert damit seinen Führerschein. Jetzt ist es Marges Aufgabe, Auto zu fahren, während Homer die Freude am Gehen entdeckt. Marge wird der Stress jedoch bald zu viel und sie verursacht ebenfalls einen Unfall, bei dem Homer verletzt wird. Homer geht darauf zu einem Eheberater, anschließend veranstaltet er eine Party für Marge. |           |                                |                                   |                        |                                       |                   |                                           |        |
| 312 | 21        | Auf dem Kriegspfad             | Bart of War                       | 18. Mai 2003           | 17. Apr. 2004                         | Michael Polcino   | Marc Wilmore                              | EABF16 |
| Bart und Milhouse richten in Flanders Haus einigen Schaden an und zerstören unter anderem seine Beatles-Sammlung. Beide werden deshalb in einem beaufsichtigten Nachmittagsprogramm untergebracht, das die Kinder in historische Gruppen aufteilt. Homer und Marge werden nacheinander als Anführer von Barts „Indianerstamm“ bestellt. Die Kavallerie-Kinder, die von Kirk van Houten geleitet werden, zu denen auch Milhouse gehört, geraten mit Barts Gruppe aneinander. Es kommt zu einem Wohltätigkeits-Wettbewerb, der Sieger darf beim nächsten Baseballspiel der Springfield Isotopes auftreten.                                       |           |                                |                                   |                        |                                       |                   |                                           |        |
| 313 | 22        | Moe Baby Blues                 | Moe Baby Blues                    | 18. Mai 2003           | 29. Mai 2004                          | Lauren MacMullan  | J. Stewart Burns                          | EABF17 |
| Wegen einer Veranstaltung, die er als einziger Bewohner Springfields nicht besuchen kann, beschließt ein deprimierter Moe, Selbstmord zu begehen. Als er jedoch am Rand der Springfielder Brücke steht, fällt Maggie, die infolge eines Unfalls aus dem Auto geschleudert wird in seine Arme und er wird als Held gefeiert. Da Maggie an Moe hängt, wird er als ihr Babysitter engagiert. Moe übt diesen Job jedoch zu penetrant aus und wird von Marge und Homer entlassen. Als Maggie verschwindet, wird Moe fälschlicherweise verdächtigt, und Maggie wird im italienischen Viertel, inmitten einer Auseinandersetzung der Mafia, gefunden. |           |                                |                                   |                        |                                       |                   |                                           |        |